# 亞爾莫林齊 (海辛區)
48°45′39″N 29°16′27″E / 48.76083°N 29.27417°E
亞爾莫林齊（烏克蘭語：Ярмолинці），是烏克蘭的村落，位於該國西南部文尼察州，由海辛區負責管轄，始建於1545年，面積3.26平方公里，海拔高度215米，2001年人口889，人口密度每平方公里272.78人。